# Orkney and Shetland (circonscription du Parlement britannique)
Circonscription parlementaire de la Chambre des communes
Orkney and Shetland est une circonscription électorale britannique située en Écosse.

## Liste des députés
| Élection | Élection | MP                  | Parti               |
| -------- | -------- | ------------------- | ------------------- |
|          | 1922     | Robert Hamilton     | Parti libéral       |
|          | 1935     | Basil Neven-Spence  | Parti conservateur  |
|          | 1950     | Jo Grimond          | Parti libéral       |
|          | 1983     | Jim Wallace         | Parti libéral       |
|          | 1987     | Jim Wallace         | Libéraux-démocrates |
|          | 2001     | Alistair Carmichael | Libéraux-démocrates |